# Podarcis pityusensis gorrae
La sargantana de l'illa del bosc (Podarcis pityusensis gorrae) es una espècie de sauròpsid (rèptil) de la família dels lacèrtids endèmica d'aquesta illa; són molt semblants a les d'Eivissa.